# UFC 150
UFC 150: Henderson vs. Edgar II è stato un evento di arti marziali miste organizzato dalla Ultimate Fighting Championship che si è tenuto l'11 agosto 2012 al Pepsi Center di Denver, Stati Uniti.

## Retroscena
Dennis Hallman e Thiago Tavares avrebbero dovuto lottare in questo evento, ma invece l'incontro venne spostato a UFC 151 e successivamente a UFC on FX: Browne vs. Bigfoot.
Yushin Okami avrebbe dovuto affrontare prima Luiz Cané e poi Rousimar Palhares mentre Buddy Roberts doveva vedersela con Chris Camozzi, ma a causa degli infortuni capitati agli avversari venne organizzato l'incontro tra Okami e Roberts.

## Risultati

### Card preliminare
- Incontro categoria Pesi Piuma:  Nik Lentz contro  Eiji Mitsuoka

Lentz sconfisse Mitsuoka per KO Tecnico (pugni) a 3:45 del primo round.
- Incontro categoria Pesi Gallo:  Chico Camus contro  Dustin Pague

Camus sconfisse Pague per decisione unanime (29-28, 30-27, 29-28).
- Incontro categoria Pesi Gallo:  Erik Pérez contro  Ken Stone

Pérez sconfisse Stone per KO Tecnico (pugni) a 0:17 del primo round.
- Incontro categoria Pesi Medi:  Michael Kuiper contro  Jared Hamman

Kuiper sconfisse Hamman per KO Tecnico (pugni) a 2:16 del secondo round.
- Incontro categoria Pesi Piuma:  Dennis Bermudez contro  Tommy Hayden

Bermudez sconfisse Hayden per sottomissione (strangolamento a ghigliottina) a 4:43 del primo round.

### Card principale
- Incontro categoria Pesi Piuma:  Max Holloway contro  Justin Lawrence

Holloway sconfisse Lawrence per KO Tecnico (ginocchiata e pugni al corpo) a 4:49 del secondo round.
- Incontro categoria Pesi Medi:  Yushin Okami contro  Buddy Roberts

Okami sconfisse Roberts per KO Tecnico (pugni) a 3:05 del secondo round.
- Incontro categoria Pesi Medi:  Jake Shields contro  Ed Herman

Inizialmente vittoria di Shields per decisione unanime (30-27, 30-27, 30-27), poi cambiata in No Contest perché lo stesso Shields venne trovato positivo ad un test antidoping.
- Incontro categoria Catchweight:  Donald Cerrone contro  Melvin Guillard

Cerrone sconfisse Guillard per KO (calcio alla testa e pugno) a 1:16 del primo round.
- Incontro per il titolo dei Pesi Leggeri:  Benson Henderson (c) contro  Frankie Edgar

Henderson sconfisse Edgar per decisione divisa (46-49, 48-47, 48-47) e mantenne il titolo dei pesi leggeri.

## Premi
I seguenti lottatori sono stati premiati con un bonus di 60.000 dollari:
- Fight of the Night:  Donald Cerrone contro  Melvin Guillard
- Knockout of the Night:  Donald Cerrone
- Submission of the Night:  Dennis Bermudez